# Dimitri Pavlovitsj van Rusland
Dimitri Pavlovitsj Romanov (Russisch: Дмитри Павлович Романов) (Iljinskoje (bij Moskou), 18 september 1891 – Davos, 5 maart 1942), grootvorst van Rusland, was de enige zoon van grootvorst Paul Aleksandrovitsj van Rusland en diens echtgenote Alexandra van Griekenland. Hij was betrokken bij de moord op Grigori Raspoetin. Dimitri was een van de weinige leden van de keizerlijke familie die de Russische Revolutie overleefden.

## Jeugd
Dimitri werd op 18 september 1891 in een plaatsje in de buurt van Moskou geboren als de zoon van grootvorst Paul Aleksandrovitsj en Prinses Alexandra van Griekenland. Zijn vader was de jongste zoon van tsaar Alexander II en diens echtgenote Maria Alexandrovna. Zijn moeder was de oudste dochter van koning George I van Griekenland en diens echtgenote Olga Konstantinova van Rusland. Prinses Alexandra stierf zes dagen na Dimitri’s geboorte. Na het overlijden van Alexandra begon Paul Aleksandrovitsj een verhouding met de niet-adellijke Olga Karnovitsj, met wie hij in 1902 trouwde, waarna het paar in verbanning in Parijs ging leven.
Dimitri en zijn zus Marie Paulowna kwamen toen onder voogdij van de kinderloze grootvorst Sergej Aleksandrovitsj, de broer van hun vader, en diens echtgenote Elisabeth van Hessen-Darmstadt, de zuster van tsarina Alexandra Fjodorovna. In tegenstelling tot zijn zus had Dimitri wel een goede band met Elisabeth en een minder goede met Sergej. Toen Rusland in 1905 in oorlog kwam, werden Marie en Dimitri met Sergej en Elisabeth ondergebracht in het Kremlin, Moskou, waar ze veilig zouden zijn voor de revolutiegezinde rebellen die de stad al enige tijd teisterden. Dit kon echter niet voorkomen dat grootvorst Sergej op 17 februari in zijn koets werd opgeblazen. Na de moord stichtte Elisabeth een klooster in Moskou, waar ze zelf hegoemena werd.
Dimitri was een uitstekend ruiter, en nam als zodanig ook deel aan de Olympische Spelen van 1912 in Zweden (hij werd er zevende).

## Liefdesleven
Dimitri werd na de dood van grootvorst Sergej door tsaar Nicolaas II, een neef van Dimitri’s vader, en diens echtgenote Alexandra Fjodorovna onder hun hoede genomen. De tsaar en tsarina hadden een erg hechte band met Dimitri en er werd zelfs gesproken over een huwelijk tussen Dimitri en grootvorstin Olga, de oudste dochter van de tsaar. Op die manier zou Nicolaas II een opvolger hebben voor de Russische troon, omdat zijn eigen zoon Aleksej aan hemofilie leed en waarschijnlijk niet oud zou worden. Het is nooit van een huwelijk gekomen, omdat Olga dat niet zag zitten.
Dimitri stond bekend als een echte womanizer en heeft gedurende zijn leven affaires gehad met verschillende, vooraanstaande vrouwen. Het gerucht ging ook dat Dimitri biseksueel zou zijn en een relatie zou hebben gehad met Felix Joesoepov, die door anderen weer als gewoon een vriend werd beschouwd.

## Moord op Raspoetin
In 1916, tijdens de Eerste Wereldoorlog, beraamde Felix Joesoepov de moord op de monnik en gebedsgenezer Grigori Raspoetin die, tot woede van de Russische adel, grote invloed aan het hof had verkregen. Hij betrok Dimitri bij zijn plannen en met de hulp van een bevriende arts werd de moord in de nacht van 28 op 29 december gepland. Felix Joesoepov nodigde Raspoetin die avond bij hem uit voor een feest. De arts had Raspoetins eten vergiftigd met een grote dosis slaapmiddelen, genoeg om een stier te doden. Nadat Raspoetin gegeten had, voelde hij zich onwel en ging naar buiten. Daar vuurde Joesoepov een aantal kogels op hem af, maar ook dat overleefde de monnik. Vervolgens hebben Felix Joesoepov en prins Dimitri het lichaam van Raspoetin in een tapijt gewikkeld en door een gat in het ijs de rivier de Mojka ingegooid. Daar is hij ten slotte verdronken.
Felix Joesoepov werd tot hoofdverantwoordelijke bevonden, maar ook Dimitri werd gestraft voor zijn betrokkenheid: de tsaar verbande hem naar het Perzische front. Niemand kon toen weten dat dit Dimitri’s redding zou zijn: toen de Russische Revolutie uitbrak, kon hij met Britse hulp via Teheran en Bombay naar Londen vluchten. Later hoorde Dimitri dat een groot deel van zijn familie de revolutie niet had overleefd. Zijn vader werd in januari 1919 vermoord en in een massagraf gegooid. Een dag na de moord op de tsaar en diens gezin werd zijn tante Elisabeth met zijn halfbroer Vladimir Palej vermoord.

## Verbanning
Tijdens zijn verbanning kreeg Dimitri een relatie met modeontwerpster Gabrielle ‘Coco’ Chanel. Hij had haar ontmoet via zijn zus Marie, die in Parijs een borduurwinkel was begonnen. Via Marie en Dimitri ontmoette Coco Chanel op haar beurt de parfumeurs in Grasse, die voor haar het beroemde parfum “Chanel No. 5” maakten.
In 1927 trad Dimitri in het huwelijk met de rijke Amerikaanse Audrey Emery. Na het huwelijk kreeg Audrey de titel “Prinses Ilyinsky”. Dimitri en Audrey kregen een zoon: Paul Ilyinsky. Hij kreeg een politieke carrière in Amerika en werd onder andere burgemeester van Palm Beach, Florida. Dimitri en Audrey scheidden weer in 1938, toen hun zoontje negen jaar oud was.
Dimitri had altijd een zwakke gezondheid gehad en werd in de jaren dertig voor langdurige tuberculose behandeld in een sanatorium in Davos, Zwitserland. Daar stierf hij op 5 maart 1942 aan acute uremie (bloedvergiftiging). Na de Tweede Wereldoorlog werd hij herbegraven bij zijn zus Marie in de kapel van het eiland Mainau, dat in het Duitse gedeelte van Bodenmeer lag. Het eiland was eigendom van Marie’s zoon Lennart Bernadotte.
- Bibliothèque nationale de France: cb14978303h (data)
- Gemeinsame Normdatei: 1058659464
- International Standard Name Identifier: 0000 0001 2338 8763
- Library of Congress Control Number: n93005751
- Réseau des bibliothèques de Suisse occidentale: 02-A025592828
- Système universitaire de documentation: 149088973
- Virtual International Authority File: 173161257
- WorldCat: E39PBJwhxbtvB7pK4dFFTFhT73